# 村上尚次
村上 尚次（むらかみ なおつぐ）は、江戸時代の武士。毛利氏の家臣で、長州藩士。家格は三十人通。父は村上尚久。

## 生涯
正保3年（1646年）、長州藩士の村上尚久の子として生まれ、毛利綱広、吉就、吉広、吉元の四代に仕えた。
享保3年（1718年）10月12日に死去。享年73。子の尚昌（長左衛門）が後を継いだ。